# Antonio de Puga

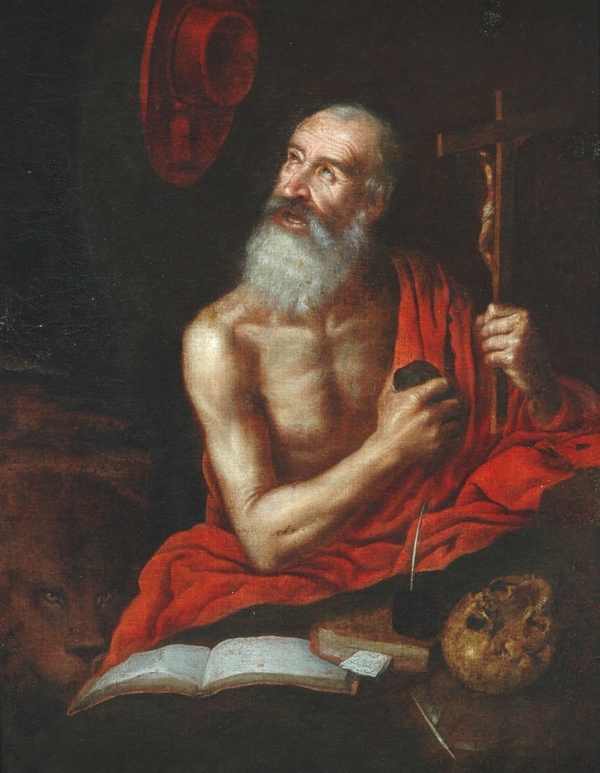
San Jerónimo penitente, 1636, Bowes Museum,en Barnard Castle, óleo sobre lienzo, 134x104 cm. Única obra firmada por el pintor y de atribución segura.

Antonio de Puga (1602-1648), pintor barroco español nacido en Orense, hijo de un sastre de su mismo nombre y de Ynés Rodríguez, será el primer artista de Galicia verdaderamente notable, cuyo reconocimiento ha sido posible a partir de la datación precisa de algunos aspectos de su vida y obra gracias, inicialmente, a las investigaciones de María Luisa Caturla, su principal biógrafa y estudiosa.

## Historia
De Puga no existen noticias hasta 1635, año en que dictó en Madrid un primer testamento. En él declaraba que trabajó «Por orden y en casa de Eugenio Caxes Pintor que fue de su magestad difunto en los quadros del buen retiro y me dio a quenta de lo que en ello trabaxe Ducientos Rs». En la decoración del Salón de Reinos del Palacio del Buen Retiro correspondieron a Eugenio Cajés dos de los lienzos de batallas: El marqués de Cadereita y su armada, actualmente perdido, y la Recuperación de Puerto Rico por D. Juan de Haro, Museo Nacional del Prado, que, por morir en diciembre de 1634, dejó sin terminar, completándolos Luis Fernández. Se ha discutido qué parte pudo asumir Puga en esos cuadros, existiendo cierto consenso en atribuirle el paisaje. 
Algunos historiadores -Sánchez Cantón, entre ellos- han tratado de llenar el vacío documental hasta 1635 suponiendo que haría estudios eclesiásticos antes de dedicarse a la pintura, pero lo que se desprende del citado testamento es que en 1634 Puga era ya un pintor formado, pues había hecho un retrato del duque de Medina de las Torres para Luis Ramírez de Haro y se le había dado participación de cierta envergadura en la decoración de palacio. Del mencionado testamento se desprende, también, que se encontraba establecido en Madrid trabajando ocasionalmente como oficial de Cajés, quien quizá fuese su maestro, pero relacionado igualmente con otros pintores, pues al redactar dicho documento tenía deudas con Francisco Barrera y con Mazo. En 1636 firmó un San Jerónimo de pobre factura conservado en Inglaterra (Museo Bowes en Barnard Castle, Durham), muy semejante a otro de Francisco Collantes, siendo los dos copias de un original riberesco sin llegar a desmentir la formación manierista de ambos pintores. Su interés radica en ser la única obra segura de mano de Puga que se ha conservado, siendo todo lo demás, como dice Caturla, «mera atribución».
En 1641 el embajador de Módena en Madrid, Camilo Guidi, en carta a su señor, elogiaba los paisajes con que Puga completaba los retratos ecuestres de Juan de la Corte, «chi sono i piu stimati di questa Corte» y, efectivamente, en el segundo testamento, fechado en 1648, se relacionan algunas pinturas de este género que tenía sin terminar, además de acreditar la relación con otro pintor paisajista, Juan de Solís. También en ese testamento se mencionan retratos en número importante, generalmente borrones que le servirían como modelos para las distintas copias efectuadas en el taller. Con los retratos de Felipe IV (cabezas y a caballo) y otros miembros de la familia real, se citan retratos de diversos miembros de la nobleza (condes de Lemos, duque de Aricoste) para quienes debía de trabajar con cierta asiduidad. Así con el llamado «duque de Ariscote», que será Philippe Charles d'Aremberg, duque de Aarschot, propietario de una rica colección de pintura tasada a su muerte en 1641 por Puga y Juan de la Corte, nuevamente relacionados. Otro aristócrata para el que trabaja es el marqués de Viana, gobernador de Orán, de quien en 1643 cobraba por unos cuadros no especificados y una bandera y que todavía tenía alguna deuda con él en el momento de dictar el segundo testamento. Del citado documento, redactado en 1648, en vísperas de su muerte, y de la posterior almoneda de sus bienes se desprende que había reunido un número importante de obras de otros artistas y una respetable biblioteca, de algo más de cien volúmenes, en la que junto a las consabidas obras de devoción y las propias del oficio se encuentran obras poéticas y comedias que parecen indicar un buen nivel cultural. La mención que en el documento se hace de tres oficiales que trabajaban para él, apunta a la existencia de un taller con un volumen importante de trabajo.

## Obra atribuida

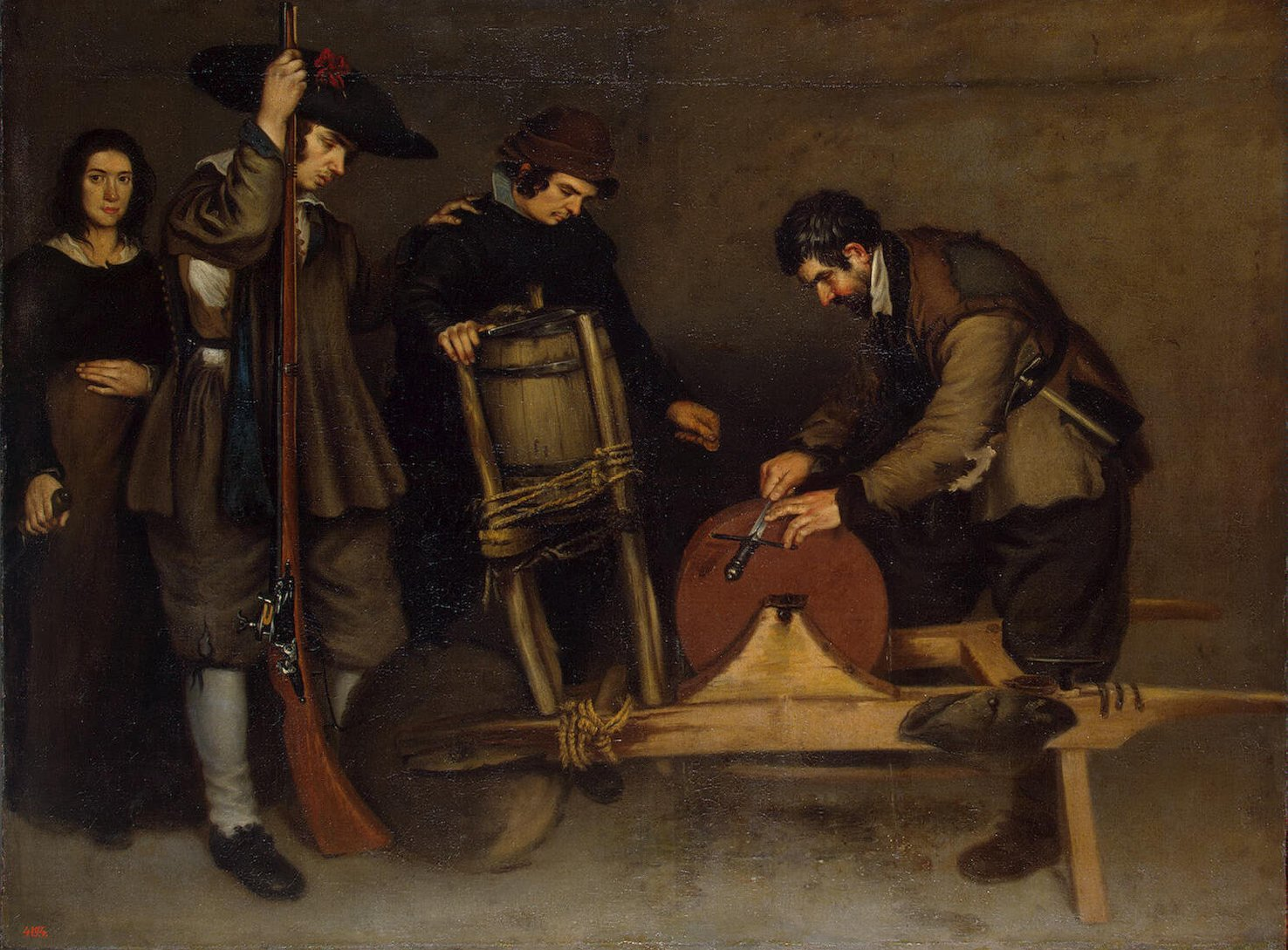
El afilador, Museo del Ermitage, óleo sobre lienzo, 118x158 cm, atribuido a Antonio de Puga.

A partir de un error de Ceán Bermúdez, que en su Diccionario histórico de los más ilustres profesores de las Bellas Artes en España, de 1800, creyendo a Puga discípulo de Velázquez, le atribuyó seis cuadros pintados en 1652 (cuando el pintor llevaba cinco años muerto), «que parecen a las primeras obras de su maestro hasta en los asuntos domésticos y triviales que representaba en Sevilla en su juventud», se ha ido formando un grupo de pinturas de asuntos de la vida cotidiana remotamente velazqueños, no todos de la misma mano y seguramente no todos españoles, que se han asignado a quien Eric Young llamó «Pseudo Puga». Debe advertirse, con todo, que ni en los dos testamentos citados ni en el resto de la documentación antigua existente, se mencionan obras de este género en relación con Puga; y no deja de ser sorprendente que la única característica común a todos los cuadros agrupados bajo el nombre de Puga, aparte de su carácter costumbrista, sea la ausencia de paisaje y aún de espacio tras las figuras, algo inexplicable en quien, en vida, fue elogiado precisamente como paisajista.
El grupo de obras atribuidas a Puga lo encabezan El afilador del Museo del Ermitage, que al parecer ingresó ya en el museo con esa atribución en 1816 y, por afinidad con éste, La taberna del Museo de Pontevedra, adquirido en 1926, cuando se atribuía a Murillo. De ambiente y características semejantes, pero de calidad inferior, son La sopa de los pobres del Museo Ponce de Puerto Rico y El aceitero del Museo Goya de Castres. Los cuatro, más un perdido ciego tocando una guitarra, han sido últimamente relacionados con una entrada del inventario del duque de Aarschot, de cuya tasación se encargó Puga, en la que se citan juntos cinco lienzos formando aparentemente una serie de oficios callejeros, sin nombre de autor. Sin relación estilística con el San Jerónimo de Durham, sigue siendo problemática la determinación de la autoría. Más problemática es la relación de Puga con otros cuadros que le han ido siendo asignados en algún momento, como el llamado La madre del pintor, tenido en el siglo XIX como obra de Velázquez, que ingresó en el Prado en 1959 ya como obra de Puga (actualmente depositado en el Museo de Pontevedra), o el Soldado muerto que también se tuvo en el pasado por obra de Velázquez (así lo creía Édouard Manet, que lo imitó en su Torero muerto) y que actualmente, en la National Gallery de Londres , está considerado como anónimo napolitano. 
Una Magdalena penitente, de rotundo y sorprendente desnudo para ser obra española, propiedad de Paul Getty, llevaba en el reverso la inscripción «PVGA», invisible tras ser reentelada. El aire manierista de la pieza no desentonaría con la formación de Puga en el taller de Cajés y podría, además, corresponderse con una entrada del inventario de 1648, pero el origen italiano podría venir corroborado por una inscripción, de difícil lectura redactada en esa lengua.